# 国民革命军第五十七军
国民革命军第五十七军历史上先后3次组建。

## 东北军组建的第1个第五十七军
1933年2月，根据國民革命軍的编制序列，东北军整编，取消原国防军、省防军的编制，一部改编组建第五十七军：
- 军长何柱国
- 参谋长喻建章
- 第108师，师长张文清
- 第109师，师长贺奎
- 第112师，师长张廷枢
- 第116师；师长繆澄流

参加了长城抗战和冀东抗战。1934年3月中旬，该军奉命进驻湖北参加对鄂豫皖苏区红二十五军清剿等作战。1935年8月该军隶属西北剿匪总司令部，何柱国调任新组建的骑兵军任军长，副军长董英斌继任军长，第108师、第109师改隶西北剿匪总司令部直辖。此时该军为：
- 第111师，师长常恩多；
- 第112师，师长张廷枢
- 第115师，师长熊正平

1937年3月，东北军各军归南京国民政府军政部直辖，该军由陕西调到河南省周口镇时，下辖的第115师编制撤消，所属部队编入第111师和第112师。
1937年七七事变后，繆澄流任军长，下辖第111师，师长常恩多；第112师，师长霍守义。由周口镇沿陇海路经新安镇，移防江苏南通、启东、海门、如皋、靖江一带守卫苏北江防，隶属江防司令部。第112师渡江南下，参加了淞沪会战的江阴要塞阻击战，伤亡很大，师长霍守义受伤；第112师退往南京参加了南京保卫战，在南京城北长江一线阵地阻击日军，副师长李兰池（一说为第336旅副旅长；时任副师长是马万珍）在南京太平门附近阵亡。第111师在靖江、扬州也和日军发生战斗。
1939年，该军隶属鲁苏战区，参加了1939年冬季攻势作战。1941年2月该军番号撤消，所辖第111师、第112师改隶鲁苏战区直辖。

## 胡宗南系组建的第2个第五十七军
1941年5月，第八战区副司令长官兼第34集团军总司令胡宗南在陕西华县把第36军、第79军各一部合编组建第五十七军，执行封锁陕甘宁边区任务。
- 军长丁德隆
- 第8师，袁朴任师长
- 第97师，刘安祺任师长。1945年该师番号被取消。
- 新编第34师，马志超任师长。1942年10月11日至1944年12月30日韩增栋（黄埔四期）任师长。

1944年4月30日，丁德隆升任第37集团军总司令，第97师师长刘安祺升任军长。该军参加了豫中会战。1944年底所属第8师从临潼空运云南沾益改隶第五十四军，新编第34师改隶第三军。1944年12月30日新编第34师裁撤，兵员补充青年军第202师。1945年2月，军长刘安祺调任青年军第205师师长，聂松溪继任军长。1945年4月，该军被裁减。

## 青年军组建的第3个第五十七军
前身是青年军第203师。1945年8月，青年军第201师番号撤消，所属部队编入第203师，潘华国任师长，下辖：第1旅，赵秀昆任旅长；第2旅，王寓农任旅长。
1948年9月西安绥靖公署直辖青年军第203师从四川招募青年入伍，扩编为第57军：
- 军长徐汝诚
- 第214师
- 第215师

该军编成后不久，开至陕西乾县，陕中战役该军军部及2个师被全歼。后又重建。1949年底，该军在西南战役中再次被全歼于川西。